# GP Ouest France-Plouay 2014
El GP Ouest France-Plouay 2014, 78a edició del GP Ouest France-Plouay, és una cursa ciclista que es disputà el 31 d'agost de 2014 pels voltants de Plouay, a la Bretanya. Es disputen 8 voltes a un circuit de 26,9 km i una a un de 13,9 km, per completar un total de 229 km. El recorregut és bàsicament pla, amb algunes petites pujades que hauran de superar els ciclistes.
La cursa fou guanyada pel francès Sylvain Chavanel (IAM Cycling), que s'imposà a l'esprint en un petit grup d'escapats que es presentà a l'arribada de Plouay. L'italià Andrea Fedi (Neri Sottoli) acabà segon, mentre el també francès Arthur Vichot (FDJ) completà el podi.

## Equips participants
Els 18 equips de l'World Tour són presents a la cursa, així com sis equips continentals professionals: Bardiani CSF, Bretagne-Séché Environnement, Cofidis, IAM Cycling, Neri Sottoli i Wanty-Groupe Gobert.
| Núm.    | Codi | Equip                   |
| ------- | ---- | ----------------------- |
| 1-8     | LAM  | Lampre-Merida           |
| 11-18   | TFR  | Trek Factory Racing     |
| 21-28   | ALM  | AG2R La Mondiale        |
| 31-38   | AST  | Astana Qazaqstan Team   |
| 41-48   | BEL  | Belkin Pro Cycling Team |
| 51-58   | BMC  | BMC Racing Team         |
| 61-68   | CAN  | Cannondale              |
| 71-78   | FDJ  | FDJ                     |
| 81-88   | GRS  | Garmin-Sharp            |
| 91-98   | LTB  | Lotto-Belisol           |
| 101-108 | MOV  | Movistar Team           |
| 111-118 | OPQ  | Omega Pharma-Quick Step |

| Núm.    | Codi | Equip                        |
| ------- | ---- | ---------------------------- |
| 121-128 | OGE  | Orica-GreenEDGE              |
| 131-138 | EUC  | Team Europcar                |
| 141-148 | GIA  | Giant-Shimano                |
| 151-158 | KAT  | Team Katusha                 |
| 161-168 | SKY  | Team Sky                     |
| 171-178 | TCS  | Team Tinkoff-Saxo            |
| 181-188 | BSE  | Bretagne-Séché Environnement |
| 191-198 | COF  | Cofidis                      |
| 201-208 | IAM  | IAM Cycling                  |
| 211-218 | NRI  | Neri Sottoli                 |
| 221-228 | BAR  | Bardiani CSF                 |
| 231-238 | WGG  | Wanty-Groupe Gobert          |

## Classificació final
| #  | Ciclista                 | Equip                   | Temps      | Punts UCI |
| -- | ------------------------ | ----------------------- | ---------- | --------- |
| 1  | Sylvain Chavanel (FRA)   | IAM Cycling             | 5h 38' 26" | -         |
| 2  | Andrea Fedi (ITA)        | Neri Sottoli            | m. t.      | -         |
| 3  | Arthur Vichot (FRA)      | FDJ                     | m. t.      | 50        |
| 4  | Cyril Gautier (FRA)      | Team Europcar           | m. t.      | 40        |
| 5  | Julian Alaphilippe (FRA) | Omega Pharma-Quick Step | m. t.      | 30        |
| 6  | Tim Wellens (BEL)        | Lotto-Belisol           | m. t.      | 22        |
| 7  | Ben Hermans (BEL)        | BMC Racing Team         | m. t.      | 14        |
| 8  | Alexander Kristoff (NOR) | Team Katusha            | + 2"       | 10        |
| 9  | Giacomo Nizzolo (ITA)    | Trek Factory Racing     | + 2"       | 6         |
| 10 | Jürgen Roelandts (BEL)   | Lotto-Belisol           | + 2"       | 2         |

Notes
1. ↑  En ser Chavanel ciclista de l'IAM Cycling, que no és equip World Tour, no pot sumar punts per a la classificació de l'UCI World Tour.
2. ↑  En ser Fedi ciclista del Neri Sottoli, que no és equip World Tour, no pot sumar punts per a la classificació de l'UCI World Tour.